# 维拉迪基亚文纳
维拉迪基亚文纳（義大利語：Villa di Chiavenna），是意大利松德里奥省的一个市镇。总面积32平方公里，人口1064人，人口密度33.3人/平方公里（2009年）。国家统计（ISTAT）代码为014077。